# Оберэгг
Оберэгг (нем. Oberegg AI) — коммуна в Швейцарии, в кантоне Аппенцелль-Иннерроден.
Имеет статус самостоятельного округа. Население составляет 1861 человек (на 31 декабря 2006 года). Официальный код — 3111.